# Consejo Federal de Salud
El Consejo Federal de Salud (COFESA) es un organismo público creado por la ley 22373 de 1981 con el objeto de coordinar las acciones de salud pública en la Nación Argentina. Está integrado por los ministros de salud de las provincias y es presidido por el ministro de salud de la nación.

## Tareas
En la ley 22373 se estipula que las tareas del COFESA son:
- la apreciación de los problemas de Salud comunes a todo el país. De los de cada provincia y de cada región en particular;
- la determinación de las causas de tales problemas;
- el análisis de las acciones desarrolladas y la revisión de las concepciones a que respondieran, para establecer la conveniencia de ratificarlas o modificarlas;
- la especificación de postulados básicos, capaces de caracterizar una política sectorial estable de alcance nacional y la recomendación de los cursos de acción aconsejables para su instrumentación.
- la compatibilización global de las tareas inherentes a la diagramación y ejecución de los programas asistidos, conducidos por la autoridad sanitaria nacional y la de cada jurisdicción a fin de lograr coincidencias en los criterios operativos, en la aplicación de los recursos disponibles y en la selección de métodos de evaluación, estimulando la regionalización y/o zonificación de los servicios;
- contribuir al desarrollo de un sistema federal de Salud